# Azzolino Bernardino della Ciaia

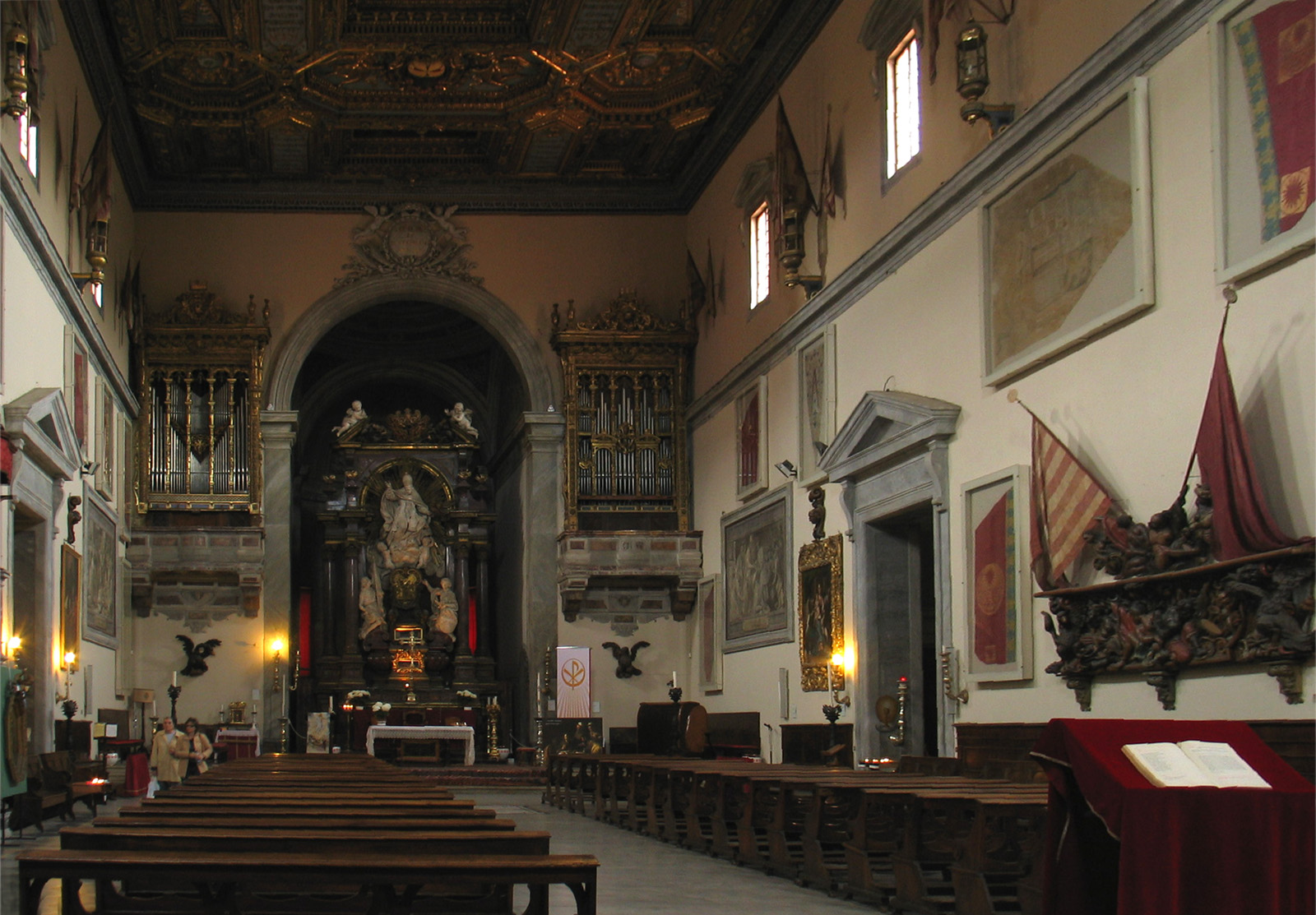
Chiesa di Santo Stefano dei Cavalieri in Pisa. Links die von Azzolino della Ciaja 1733, rechts die von Onofrio Zeffirini 1571 gebaute Orgel.

Azzolino Bernardino della Ciaia (auch Ciaja; * 21. Mai 1671 in Siena; † 15. Januar 1755 in Pisa) war ein italienischer Komponist.

## Leben und Werk
Der Spross einer vornehmen Familie war Mitglied des toskanischen Sankt Stephans-Ordens, er erhielt in Schule des Ordens seine musikalische Ausbildung. Er diente dem Orden jedoch nicht als Musiker.
Am bekanntesten sind heute Della Ciaias Sonaten für Cembalo, seltene Beispiele für Sonaten dieser Zeit, die explizit dem Cembalo gewidmet sind. Hier verbindet Della Ciaia die „archaischen“ Merkmale von Toccata und Kanzone mit dem modernen Stil der jeweils letzten beiden Sätze und schafft so einen Übergang von der Suite zur Sonate. Die virtuose, harmonisch unstete Musik weckt Assoziationen mit dem auf hoher See komponierenden Adligen, „die furiosesten Momente schlagen in musikalische Ekstase um“.
In den Messen zeigt Della Ciaia profunde handwerkliche Fähigkeiten etwa in kanonisch geführten Singstimmen. Die Kantaten mit dramatischem Charakter wirken mit ihrer schlichten Melodik modern.
Auch betätigte sich Della Ciaia betätigte im Orgelbau, so war er in Pisa am Bau einer Orgel mit vier Manualen und mehr als 60 Registern beteiligt.

## Werke

### Weltliche Vokalwerke
- Cantate da camera, op. 2 (Lucca, 1701)
- Cantate da camera, op. 3 (Bologna, 1702), verloren
- De suoi tormenti in seno (Pisa, 1704)
- Chi non sa morire (Kantate)
- Bella imago (Kantate)
- Lungi dal caro bene (Kantate), Pisa, 1709

### Geistliche Vokalwerke
- Salmi concertati, op. 1 (Bologna, 1700)
- Messe (Ky, Gl, Cr), vierstimmig, 1696
- Messe, vier- bis fünfstimmig, 1739
- Messe (Ky, Gl, Cr), vierstimmig, nicht datiert
- I trionfi di Giosuè (Pasticcio), Florenz 1703, verloren

### Instrumentalwerke
- Sonate per cembalo con alcuni saggi ed altri contrapunti di largo e grave stile ecclesiastico per grandi organi, op. 4 (Rom, 1727?)